# Bahnstrecke Osthofen–Westhofen
| Widerlager der zweiten Brücke über den Seebach |                      |                         |                         |
| Kursbuchstrecke: | 274d (1946)          |                         |                         |
| Streckenlänge: | 6,1 km               |                         |                         |
| Spurweite: | 1435 mm (Normalspur) |                         |                         |
| |                      |                         |                         |
| \| \| \| von Ludwigshafen \| \| \| \| 0,0 \| Osthofen \| Osthofen \| \| \| 0,1 \| Seebach (Rhein) \| Seebach (Rhein) \| \| \| 0,1 \| Altbach \| Altbach \| \| \| \| nach Mainz \| \| \| \| 0,9 \| Steinmühle \| Steinmühle \| \| \| 1,4 \| Lorchsmühle \| Lorchsmühle \| \| \| 2,4 \| Seebach (Rhein) \| Seebach (Rhein) \| \| \| 2,6 \| Mühlheim (Rheinhessen) \| Mühlheim (Rheinhessen) \| \| \| 4,1 \| Neumühle \| Neumühle \| \| \| 6,1 \| Westhofen (Rheinhessen) \| Westhofen (Rheinhessen) \| |                      |                         |                         |
| Strecke |                      | von Ludwigshafen        | von Ludwigshafen        |
| Bahnhof | 0,0                  | Osthofen                | Osthofen                |
| Brücke über Wasserlauf | 0,1                  | Seebach (Rhein)         | Seebach (Rhein)         |
| Brücke über Wasserlauf | 0,1                  | Altbach                 | Altbach                 |
| Abzweig ehemals geradeaus und nach rechts |                      | nach Mainz              | nach Mainz              |
| Dienststation / Betriebs- oder Güterbahnhof (Strecke außer Betrieb) | 0,9                  | Steinmühle              | Steinmühle              |
| Dienststation / Betriebs- oder Güterbahnhof (Strecke außer Betrieb) | 1,4                  | Lorchsmühle             | Lorchsmühle             |
| Brücke über Wasserlauf (Strecke außer Betrieb) | 2,4                  | Seebach (Rhein)         | Seebach (Rhein)         |
| Bahnhof (Strecke außer Betrieb) | 2,6                  | Mühlheim (Rheinhessen)  | Mühlheim (Rheinhessen)  |
| Haltepunkt / Haltestelle (Strecke außer Betrieb) | 4,1                  | Neumühle                | Neumühle                |
| Kopfbahnhof Streckenende (Strecke außer Betrieb) | 6,1                  | Westhofen (Rheinhessen) | Westhofen (Rheinhessen) |

Die Bahnstrecke Osthofen–Westhofen, im Volksmund Gickelche genannt, war eine eingleisige, rund sechs Kilometer lange Nebenbahn von Osthofen nach Westhofen in Rheinhessen. Die Strecke wurde von 1888 bis 1958 betrieben.

## Geschichte

### Beginn
1880 forderte die Gemeinde Westhofen den Eisenbahnanschluss vom Staat. Gedacht war damals an eine Querverbindung, die westlich an die Bahnstrecke Worms–Bingen Stadt anschließen sollte. 1884 definierte das Gesetz über den Bau von Nebenbahnen des Großherzogtums Hessen die Verbindung zwischen Ost- und Westhofen als „dringenden Bedarf“. Ein Vertrag mit der Hessischen Ludwigsbahn, der damals im Großherzogtum dominierenden Eisenbahngesellschaft, über Bau und Betrieb kam nicht zu Stande. Beides wurde vielmehr dem Eisenbahnkonsortium Hermann Bachstein, Berlin (ab 1895: Süddeutsche Eisenbahn-Gesellschaft – SEG), übertragen. Nach dem genannten Gesetz mussten die Anliegergemeinden die Kosten für den Grunderwerb übernehmen. Nach längerem Streit zwischen Westhofen und Osthofen über Trassenverlauf und Kosten einigten sie sich auf einen Finanzierungsschlüssel von 88:12. Die Konzession für das Konsortium Bachstein hatte eine Laufzeit von 50 Jahren. Baubeginn war 1886 und ursprünglich sollte die Bahn noch im gleichen Jahr eröffnet werden. Wegen fortgesetzter Meinungsverschiedenheiten der Beteiligten verzögerte sich die Fertigstellung aber noch zwei Jahre: Baulich war die Bahn im Herbst 1887 fertig, ging aber wegen einiger baulichen Kleinigkeiten, über deren Finanzierung wieder zwischen den Gemeinden und der Bahn gestritten wurde, nicht in Betrieb. Nach mehrfacher Ankündigung und erneuter Verschiebung der Eröffnung ging die Strecke schließlich am 14. April 1888 in Betrieb. Alle Versuche, die Bahn nach Westen zu verlängern, z. B. nach Kirchheimbolanden, scheiterten.

### Betrieb
Zu Beginn des Betriebes verkehrten täglich sechs Zugpaare im Personenverkehr. Der Verkehr entwickelte sich umfangreicher als erwartet, so dass die Bahnanlagen in Westhofen erweitert werden mussten. Andererseits gab der Betrieb zu zahlreichen Klagen Anlass, denn die eingesetzten Fahrzeuge und die Servicequalität ließen zu wünschen übrig. Das führte zur Forderung, die Bahn zu verstaatlichen, was zunächst aber nicht geschah. Aufgrund von Artikel 95 der Weimarer Verfassung ging durch das Gesetz betreffend den Staatsvertrag über den Übergang der Staatseisenbahnen auf das Reich vom 30. April 1920 die Eisenbahnaufsicht zum 1. August 1922 vom Volksstaat Hessen auf das Deutsche Reich über, faktisch vom Hessischen Finanzministerium auf die Eisenbahndirektion Mainz. 1937 verkehrten werktags sieben Zugpaare (sonntags waren es vier), vor der Einstellung des Personenverkehrs 1953 waren es werktags vier Zugpaare und sonntags noch zwei.
Güterverkehrskunden waren die Möbelfabrik von Ludwig Kraft, die ein Anschlussgleis besaß, sowie einige Landhandelsgesellschaften. Mit der Schließung der Lorscher Mühle 1936 ging einer der größten Kunden verloren.
| Jahr | Reisende | Güter (t) | Loks | Personen- wagen | Pack- und Güterwagen | Anmerkung |
| ---- | -------- | --------- | ---- | --------------- | -------------------- | --------- |
| 1928 | 118.282  | 22.948    | 2    | 3               | 1                    |           |
| 1935 | 50.191   | 13.441    | 3    | 5               | 5                    |           |
| 1938 | 60.919   | 17.108    |      |                 |                      |           |
| 1952 | 100.000  | 18.000    | 2    | 2               | 3                    |           |

### Ende
Mit dem Auslaufen der Konzession der SEG fiel die Strecke zum 1. Januar 1953 an das Land Rheinland-Pfalz, das einen Vertrag mit der Deutschen Bundesbahn (DB) schloss, die für das Land die Betriebsführung zum 1. April 1953 übernahm. Den Personenverkehr stellte die DB auf der Strecke sofort ein und ersetzte ihn durch eine Buslinie. Am 30. September 1958 wurde die Bahn als Eisenbahn des öffentlichen Verkehrs stillgelegt, aber dann noch als Anschlussgleis für die Zuckerrübenkampagne genutzt. Zum 31. Dezember 1958 fand auch das sein Ende. Einen Tag später, am 1. Januar 1959 ging  die – nun stillgelegte – Strecke in das Eigentum der Deutschen Bundesbahn über. Die baute ab Mai 1959 die Gleisanlagen ab, die Trasse wurde überwiegend für den Straßenbau genutzt. Empfangsgebäude und Bahngelände in Westhofen wurden von der Raiffeisengenossenschaft nachgenutzt.

## Infrastruktur

### Historisch

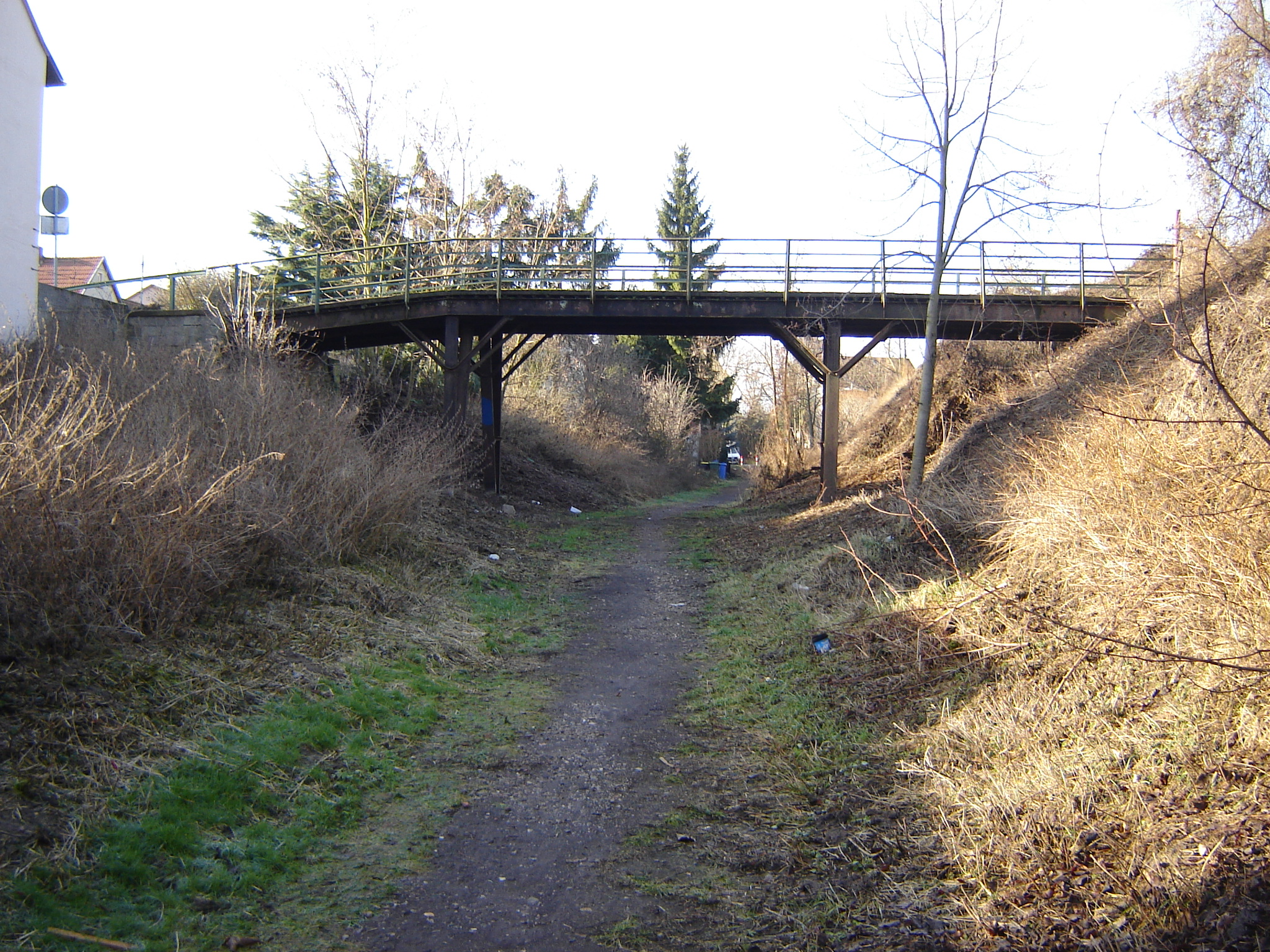
Brücke über die Bahntrasse zur Judenhohl

Die Bahnstrecke war in Normalspur ausgeführt, eingleisig und besaß keine Signalanlagen. Die Zugsicherung erfolgte im Zugmeldebetrieb. Alle Bahnübergänge waren niveaugleich und unbeschrankt. Einzige Ausnahme war eine Brücke für einen Wirtschaftsweg, die an einer Stelle, an der die Eisenbahnstrecke in einem Geländeeinschnitt verlief, über die Bahntrasse zur Judenhohl führte.

### Bauliche Reste

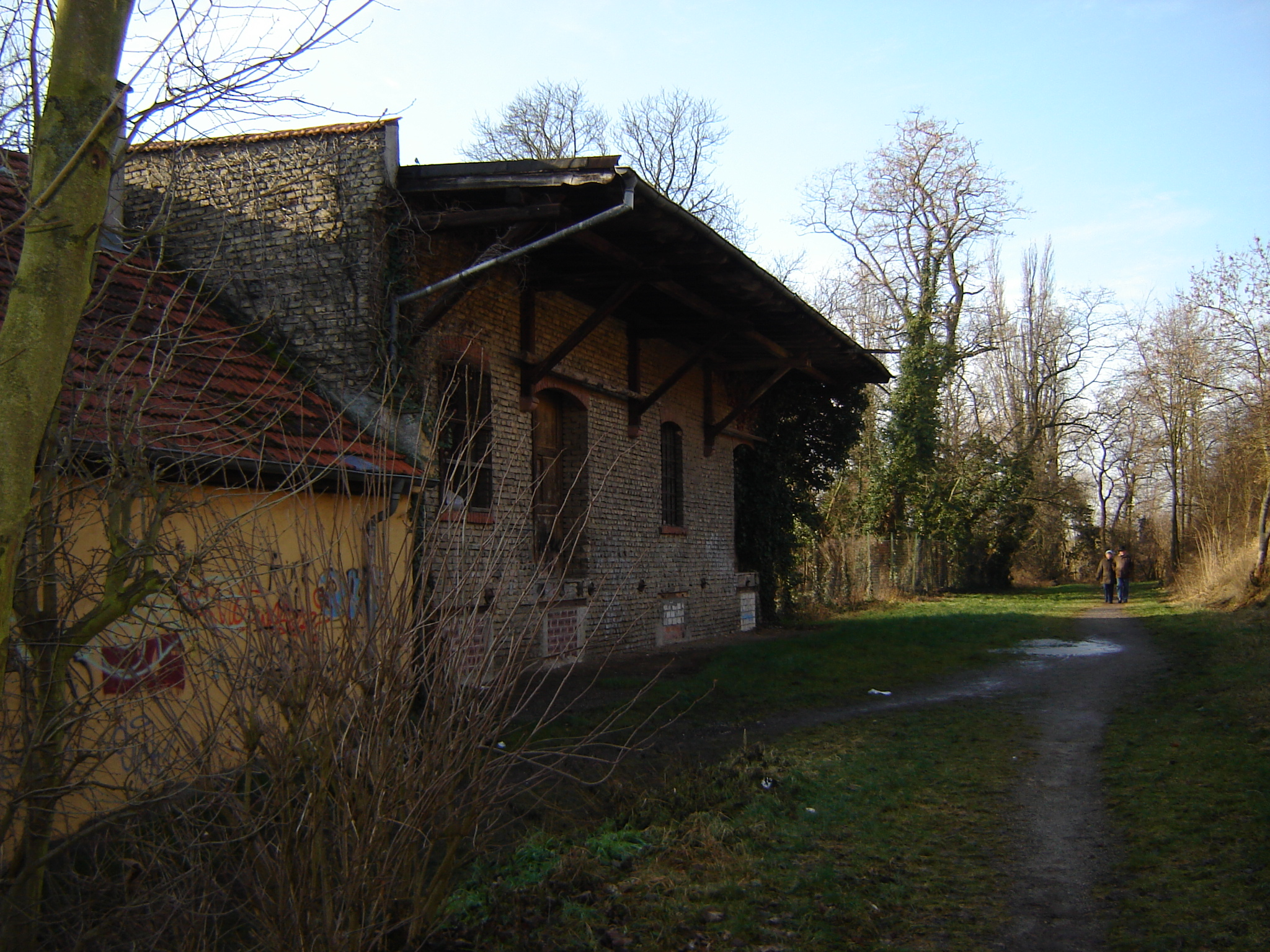
Verladestation der Steinmühle

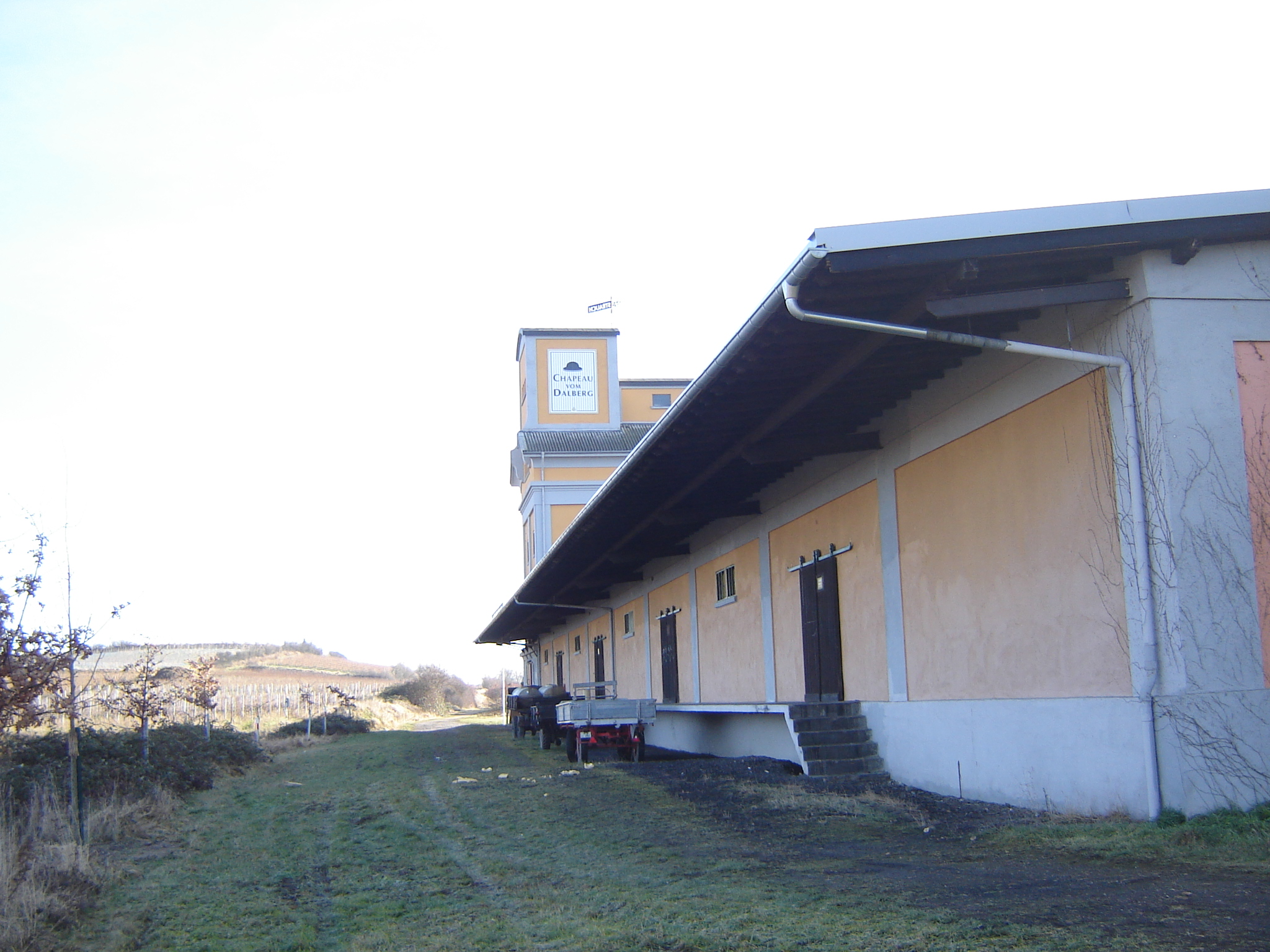
Die Güterhalle der Lorchsmühle (von Westhofen aus gesehen); sie hatte ein eigenes Ladegleis.

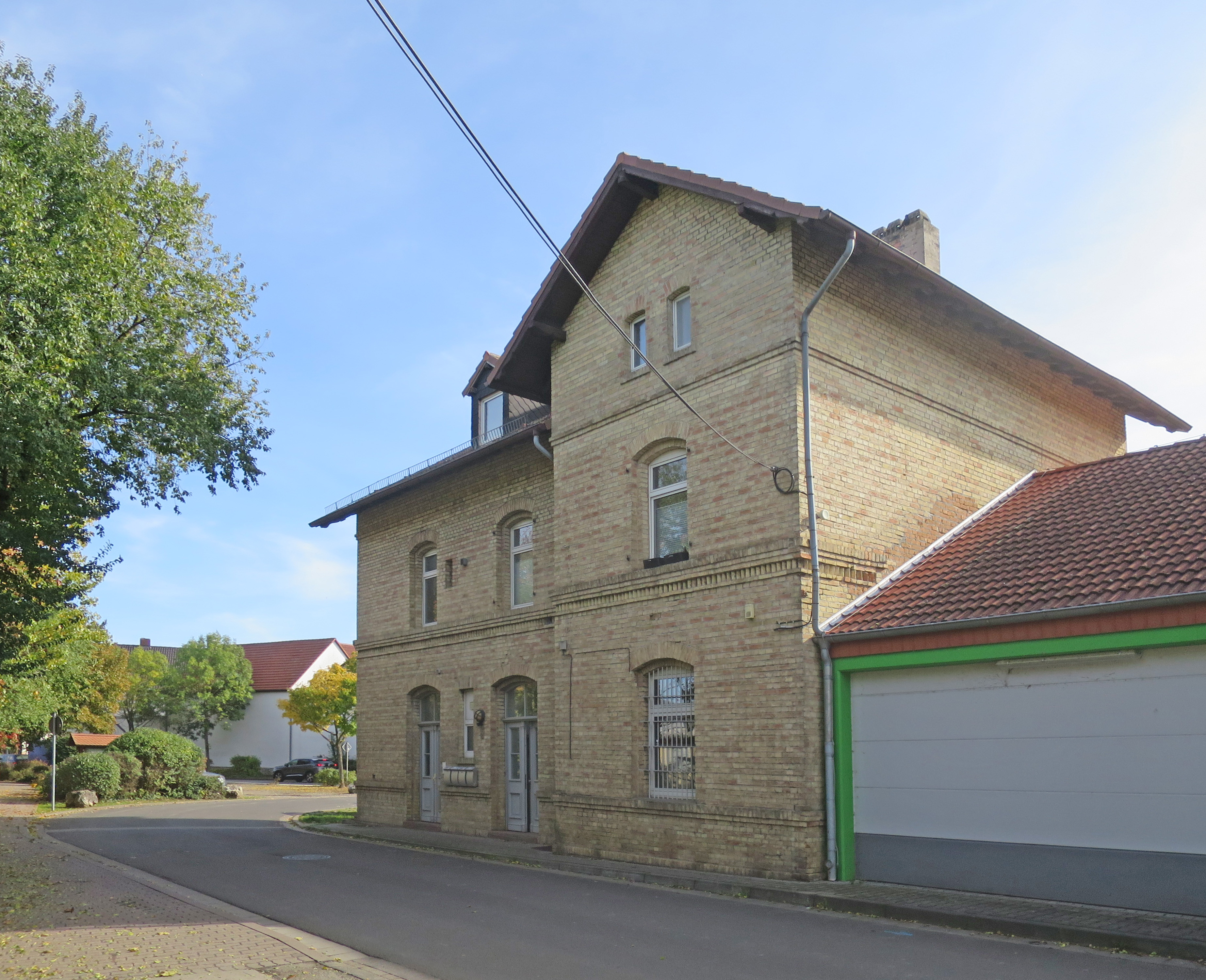
Bahnhof Westhofen, Straßenseite

Am Osthofener Bahnhof kann man, anhand der Form eines Nebengebäudes für Bahnfunk, noch deutlich erkennen, wo einst die Strecke begann. Das Gleis lag auf der Rückseite des damals etwas breiteren Bahnsteigs 1 und überquerte nur wenige Meter weiter den See- und kurz darauf den Altbach.
Zwischen dem Ortsausgang Richtung Mettenheim und der Lorchsmühle befindet sich heute ein Spazierpfad. Über dessen ersten Abschnitt zwischen Ortsausgang Mettenheim und der Ludwig-Schwamb-Straße führt eine noch heute erhaltene Brücke einen Wirtschaftsweg vom Ziegelhüttenweg zur Judenhohl. In den 50er Jahren brachten Lausbuben die Bahn von dieser Brücke aus zum Stillstand, indem sie einen großen Schneeballen in den Schornstein warfen.
Nach dem Kreuzen der Ludwig-Schwamb-Straße führt die Trasse am Rande der Altstadt entlang und bildet den nördlichen Rand im hügeligen Teil Osthofens. Um die Bahn nicht über die Erhebungen weiter nördlich führen zu müssen, wurde sie teilweise über den Kellern der anliegenden Häusern erbaut, die jedoch zur Bahn hin zugemauert wurden. In den 90er Jahren brach der Pfad über einem der Keller ein, woraufhin dieser verfüllt wurde. In einer Rechtskurve liegt ebenfalls noch heute sichtbar die Verladestation der Steinmühle, die mit einem Ladegleis bedient wurde. Sehenswert sind die Stützmauern aus Natursteinen wenige Meter weiter Richtung Westhofen, die schon beim Bau der Strecke der Erosion des Lössbodens Einhalt gebieten sollten. Heute müssen die Mauern durch örtliche Naturschützer vor dem Verfall bewahrt werden.
Gut 400 Meter weiter erhebt sich weithin sichtbar das Silo der Lorchsmühle. In ihrer ganzen Länge besitzt die Mühle eine Verladerampe, an der früher ein Ladegleis entlangführte.
Wenig bekannt sind die alten Widerlager der zweiten Brücke über den Seebach kurz vor der Verladestation Mühlheim. Sie befinden sich auf der Nordseite im Unterholz und werden als Abstellplatz in einem Nutzgarten verwendet. Vor Mühlheim gab es ebenfalls ein Ladegleis. In Westhofen ist das Empfangsgebäude erhalten, und dient als Raiffeisen-Tankstelle.
Das ehemalige Empfangsgebäude des Endbahnhofs Westhofen lag nördlich der Gleise und ist erhalten.

## Fahrzeuge
Die Erstausstattung der SEG für die Strecke bestand aus zwei Dampflokomotiven, Tenderlokomotiven der Sächsische Maschinenfabrik (Bn2t), die bis 1926 im Einsatz waren. Darüber hinaus gab es einen Personenwagen 3. Klasse, einen kombinierten 2. und 3. Klasse und einen Post- und Gepäckwagen mit Abteilen 2. und 3. Klasse. Von 1925 bis 1927 war im Personenverkehr ein Triebwagen im Einsatz. 1952 gab es zwei Lokomotiven, zwei Personen-, einen Pack- und drei Güterwagen.